# 圣贝尔纳 (科多尔省)
圣贝尔纳（法語：Saint-Bernard，法語發音：[sɛ̃ bɛʁnaʁ] ⓘ）是法国科多尔省的一个市镇，属于博讷区。

## 地理
圣贝尔纳（47°9'26"N, 5°1'0"E）面积3.69 平方千米，位于法国勃艮第-弗朗什-孔泰大區科多尔省，该省份为法国中东部省份，北起奥布省，西接涅夫勒省和约讷省，南至索恩-卢瓦尔省，东南接汝拉省，东临上索恩省，东北部与上马恩省接壤。
与圣贝尔纳接壤的市镇（或旧市镇、城区）包括：日伊莱西托、埃佩尔奈苏热夫雷、弗拉热-埃谢佐、维勒比绍。

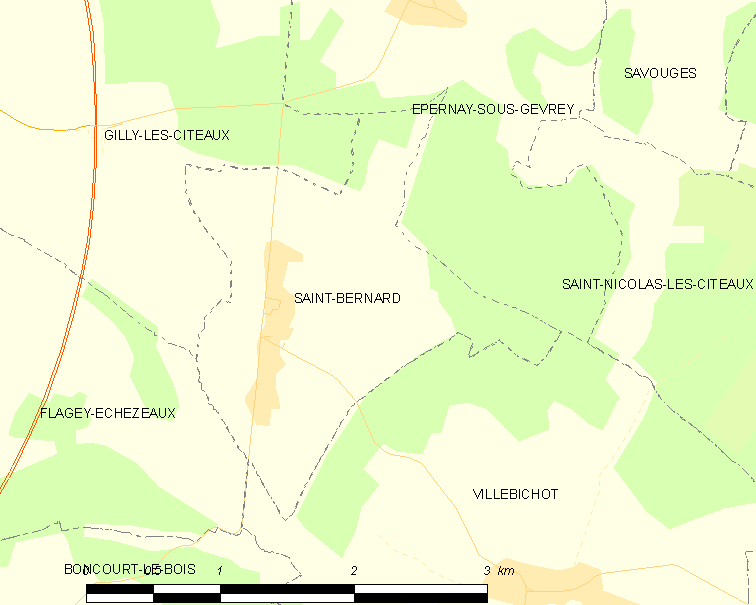
的OSM定位图

圣贝尔纳的时区为UTC+01:00、UTC+02:00（夏令时）。

## 行政
圣贝尔纳的邮政编码为21700，INSEE市镇编码为21542。

## 政治
圣贝尔纳所属的省级选区为尼伊圣乔治县。

## 人口

1962-2008年间人口变化图示

圣贝尔纳于2022年1月1日时的人口数量为460人。